# Șisturi cristaline
Șisturile cristaline sunt roci metamorfice cu structură șistoasă. În România, ele se găsesc în munții Carpați, în special în Carpații Meridionali.
Șisturile cristaline sunt roci metamorfice dure, caracterizate printr-o șistuozitate pronunțată. La șisturile cristaline, minerale din rocă sunt complet cristalizate și vizibile cu ochiul liber, fiind așezate în straturi subțiri, orizontale, paralele, lamelare. 

## Geneză, clasificare
Rocile din categoria acestor șisturi dure, au luat naștere prin transformarea (metamorfozarea) rocilor sedimentare sau magmatice (eruptive, vulcanice), în condițiile modificărilor din scoarța terestră, sub influența temperaturilor înalte și a presiunii puternice (stres).
În urma transformărilor cauzate de stres, mineralele din rocile de proveniență, s-au rearanjat și recristalizat, rezultând textura șistoasă.
- După adâncimea și intensitatea metamorfismului șisturile cristaline se împart în:
  - șisturi cristaline de epizonă,
  - șisturi cristaline de megazonă,
  - șisturi cristaline de decazonă (catazonă).

- După origine aceste roci sunt:
  - ortoșisturi cristaline (provin din metamorfozarea rocilor magmatice),
  - parașisturi cristaline (provin din metamorfozarea rocilor sedimentare).

## Compoziția șisturilor cristaline
Șisturile cristaline cuprind minerale cu habitusul lamelar și prismatic, care provin din rocile